# Pic de Carlit
Pic de Carlit lub Puig Carlit – szczyt w Pirenejach. Leży w południowej Francji, w departamencie Pireneje Wschodnie, przy granicy z Hiszpanią. Należy do Pirenejów Wschodnich.
Pierwszego wejścia dokonał Henry Russell w 1864 r.